# Ahmad Saad Al-Rashidi
Ahmad Saad Al-Rashidi (Kuwait City, 16 agosto 1983) è un calciatore kuwaitiano, difensore dell'Al-Arabi.

## Caratteristiche tecniche
È un difensore centrale.

## Carriera

### Club
Comincia a giocare all'Al Shabab. Nel 2006 viene prestato all'Al Tadamon. Nel 2007 viene acquistato dall'Al-Arabi. Nel 2013 viene ceduto in prestito biennale all'Al-Naser. Nel 2015 torna all'Al-Arabi.

### Nazionale
Convocato per la prima volta nel 2006, ha debuttato in Nazionale il 26 settembre 2010, in Kuwait-Siria (2-1). Ha messo a segno la sua prima rete con la maglia della Nazionale il 1º ottobre 2010, in Kuwait-Yemen (1-1 alla fine dei tempi supplementari, 4-3 dopo calci di rigore), in cui segna la rete dell'1-1. Ha partecipato, con la Nazionale, alla Coppa d'Asia 2011. Ha collezionato in totale, con la maglia della Nazionale, 21 presenze e due reti.